# Буканова, Роза Гафаровна
Буканова Роза Гафаровна (баш. Буканова Роза Ғафар ҡыҙы) (род. 29 января 1950) — учёный-историк, учитель высшей школы. Доктор исторических наук (1998), профессор (1999). Заслуженный деятель науки Республики Башкортостан (2000) .

## Биография
Роза Гафаровна Буканова родилась 29 января 1950 года в с. Юлдыбаево Матраевского района БАССР.
Образование:
В 1969 г. окончила Сибайское педагогическое училище (специальность: учитель начальных классов),
в 1976 г. – исторический факультет Башкирского государственного университета (специальность: историк, преподаватель истории и обществоведения);
в 1980 г. – аспирантуру Воронежского государственного университета под научным руководством д.и.н, профессора В.П.Загоровского.
в 1981 г. защитила кандидатскую диссертацию на тему: "Закамская черта XVII века" (Автореф. дис. … канд. ист. наук. Воронеж, 1981. – 26 с.);
в 1998 г. защитила докторскую диссертацию в МГУ им. М.В.Ломоносова на тему: "Города-крепости юго-востока России в XVI-XVIII вв. и государственное освоение территории Башкирии". (Автореф. дис. … доктора ист. наук. М., 1998. – 52 с.)
Трудовая деятельность:
1969-1970 гг. – учитель начальных классов Русско-Чумазинской начальной школы Зианчуринского района БАССР;
1970-1971 гг. – зав. школьным отделом Зианчуринского РК ВЛКСМ (с. Исянгулово БАССР)
1971-1976 гг. студентка исторического факультета Башкирского университета;
1976-1980 гг. – стажер-исследователь, аспирантка кафедры истории СССР досоветского периода Воронежского государственного университета;
С 1980 г. – ассистент, старший преподаватель кафедры истории СССР досоветского периода Башкирского государственного университета;
1984-1988 гг. – инструктор отдела науки и учебных заведений Башкирского обкома КПСС;
1989-1997 гг. – доцент, старший научный сотрудник, профессор кафедры Отечественной истории Башкирского государственного университета;
В 1988 г. в БашГУ открыла кафедру историографии и источниковедения.
1998-2000 гг. – зав. кафедрой историографии и источниковедения Башкирского государственного университета;
2000-2002 гг. председатель Государственного комитета по науке, высшему и среднему профессиональному образованию РБ;
2002-2008 гг. – директор Национальной библиотеки им. А.-З. Валиди;
2005-2015 гг. зав. кафедрой историографии и источниковедения Башкирского государственного университета; профессор кафедры истории и теории государства и права Уфимского юридического института МВД РФ (по совместительству)
В 2015 г. создала и на общественных началах возглавила Научную лабораторию южноуральского городоведения Башкирского государственного университета
2015-2017 гг. – профессор кафедры истории России, историографии и источниковедения Башкирского государственного университета; профессор кафедры истории и теории государства и права Уфимского юридического института МВД РФ (по совместительству).
2017-по наст вр. – профессор кафедры истории и теории государства и права Уфимского юридического института МВД РФ; 2017-2021 гг. -профессор кафедры истории России, историографии и источниковедения Башкирского государственного университета (по совместительству).

## Почётные звания и награды
- 1975 г. Почетная грамота ЦК ВЛКСМ
- 2000 г. Почетное звание «Заслуженный деятель науки Республики Башкортостан»
- 2005 г. Почетная грамота Министерства культуры и национальной политики Республики Башкортостан
- 2007 г. Благодарность Министра культуры и массовых коммуникаций Российской Федерации А.С.Соколова за многолетний плодотворный труд в области сохранения культурного наследия России – Приказ № 801 от 14.06.2007
- 2008 г. Благодарность Министра культуры и массовых коммуникаций Российской Федерации А.С.Соколова за плодотворный труд, направленный на поддержку библиотек и повышение качества средств массовой информации – Приказ № 674-ВН от 21.04.2008
- 2009 г. Почетная грамота Министерства образования и науки Российской Федерации – Приказ от 20 июля 2009 г. № 969/к-н
- 2011 г. Почетное звание «Почетный работник высшего профессионального образования Российской Федерации»
- 2012 г. Почетная грамота Академии наук Республики Башкортостан
- 2018 г. Почетная грамота Республики Башкортостан - Указ Главы Республики Башкортостан Р. Хамитова от 29 сентября 2018 г. № 58693
- 2019 г. Благодарность главы Республики Башкортостан Р. Хабирова
- 2020 г.  Почетная грамота Уфимского юридического институт МВД России- Приказ №88 л/с от 5 февраля 2020 г.
- 2021 г. Почетная грамота Министерства внутренних дел Российской Федерации – Приказ министра, генерала полиции Российской Федерации В. Колокольцева № 52 от 26 января 2021 г.
- 2021 г. Благодарность Председателя Государственного Собрания-Курултая Республики Башкортостан – Распоряжение Председателя Государственного Собрания-Курултая Республики Башкортостан К.Толкачева от 2 июля 2021 г. № 113-р.
- 2023 г. Почетная грамота Уфимского юридического институт МВД России -Приказ №81 л/с от 9 февраля 2023 г..
- 2023 г. Почетное звание Российской Академии образования "Почетный работник образования" - Удостоверение №43. Постановление Президиума РАО от 28.09.2023 г. № 6/9.
- 2024 г. Медаль "Айрықша еңбегі  үшін" Ualikhan university Республики Казахстан - Удостоверение № 123 от 26.01.2014 г.

## Научные труды
Научные исследования посвящены проблемам социально‑экономической истории страны XVI—XVIII веков, строительству предельных городов и крепостей, формированию налоговых и трудовых слоёв населения. Свыше 450 научных работ, 12 монографий и учебных пособий. Под её научным руководством подготовлено 18 кандидатов наук, являлась консультантом 2-х докторов (PhD) наук.
Книги:
- Города и городское население Башкирии в XVI—XVII вв. Уфа: Изд. БГУ, 1993 – 86 с.
- Города-крепости юго-востока России в XVIII веке. История становления городов на территории Башкирии. Уфа: Китап, 1997. – 256 с. ISBN 5-295-01981-0
- Закамская черта XVII века. Уфа, 1999. - 149 с.
- Буканова Р.Г., Фешкин В.Н. Башкиры в трудах русских ученых и исследователей. Уфа: Китап, 2007. – 320 с. ISBN 978-5-295-04352-9
- Города-крепости на территории Башкортостана в XVI—XVII вв. Уфа: Китап, 2010. – 264 с.: ил. ISBN 978-5-295-05196-2
- Буканова, Р.Г., Султанов А.Х., Ямалетдинова Н.В.Город в контексте формирования стабильности современного Российского государства (историко-правовое исследование) : монография .Уфа : Уфимский УЮИ МВД России, 2019. – 96 с. ISBN 978-5-7247-1015-2.
- Буканова Р.Г., Игдавлетов И.С. Башкирия и исламский фактор в юго-восточной политике России в XVII – первой половине XIX века. Уфа : Башк. энцикл., 2021. – 184 с. ISBN 978-5-88185-507-9